# メルセデス・ベンツ・X166
メルセデス・ベンツ・X166（Mercedes-Benz X166）は、ドイツの自動車メーカーであるメルセデス・ベンツ・グループが生産し、同社がメルセデス・ベンツブランドで展開していた2代目GLクラス及び初代GLSである（X166はそのコードネーム）。2012年6月に、先代であるX164の後継車種として登場した。Mクラス（X164）のプラットフォームをベースにしている。
3列シートを装備しており、7人乗車が可能な車種である。メルセデス・ベンツでは、この車種を「ファーストクラスSUV」と銘打っている。フェイスリフト実施を機に、名称を「GLクラス」から「GLS」へと変更したため、GLクラスという名称は、2015年をもって消滅した。

## 日本市場での歴史
- 2013年4月、「GL 550 4MATIC」「GL63 AMG」が日本で発売開始となる。両グレードともガソリンエンジン搭載。左ハンドル仕様のみ[1]。
- 2015年1月、「GL 350 BlueTEC 4MATIC」を日本市場に追加投入。3.0リッターV型6気筒・BlueTEC（クリーンディーゼル）エンジン搭載。右ハンドル仕様のみ[2]。GLクラスとしては初の「エコカー減税」（自動車重量税及び自動車取得税が免税）並びに「自動車グリーン税制優遇措置」（翌年度自動車税75%減税）の対象車となった（ただし「クリーンエネルギー自動車補助金」は対象外）[3]。
- 2016年4月、マイナーチェンジを実施し、GLSに改名[4]。
  - ラインナップは「GL 350 BlueTEC 4MATIC」後継の「GLS 350 d 4MATIC Sports」、「GL 550 4MATIC」後継の「GLS 550 4MATIC Sports」、「メルセデス-AMG GL 63」後継の「メルセデス-AMG GLS 63 4MATIC」に加え、受注生産となるベーシックモデルの「GLS 350 d 4MATIC」を加えた4種類を設定する。
  - フロントグリルは2本のルーバーと大口化したエアインテークなどのAMGデザインを採用するとともに、アンダーガードやルーフレール、サイドスカートなど随所にクロームルックのエクステリアパーツを採用。「メルセデス-AMG GLS 63 4MATIC」はメルセデス・ベンツの現行ラインナップ内で最大径となる22インチのブラックAMGマルチスポークを採用した。内装ではシートレイアウトの変更により、ラゲッジルーム容量を通常の680Lから最大積載量である2,300L（容量はVDA方式）まで調整が可能となった。
  - トランスミッションは「メルセデス-AMG GLS 63 4MATIC」を除く全モデルで9速ATの「9G-TRONIC」に変更した。

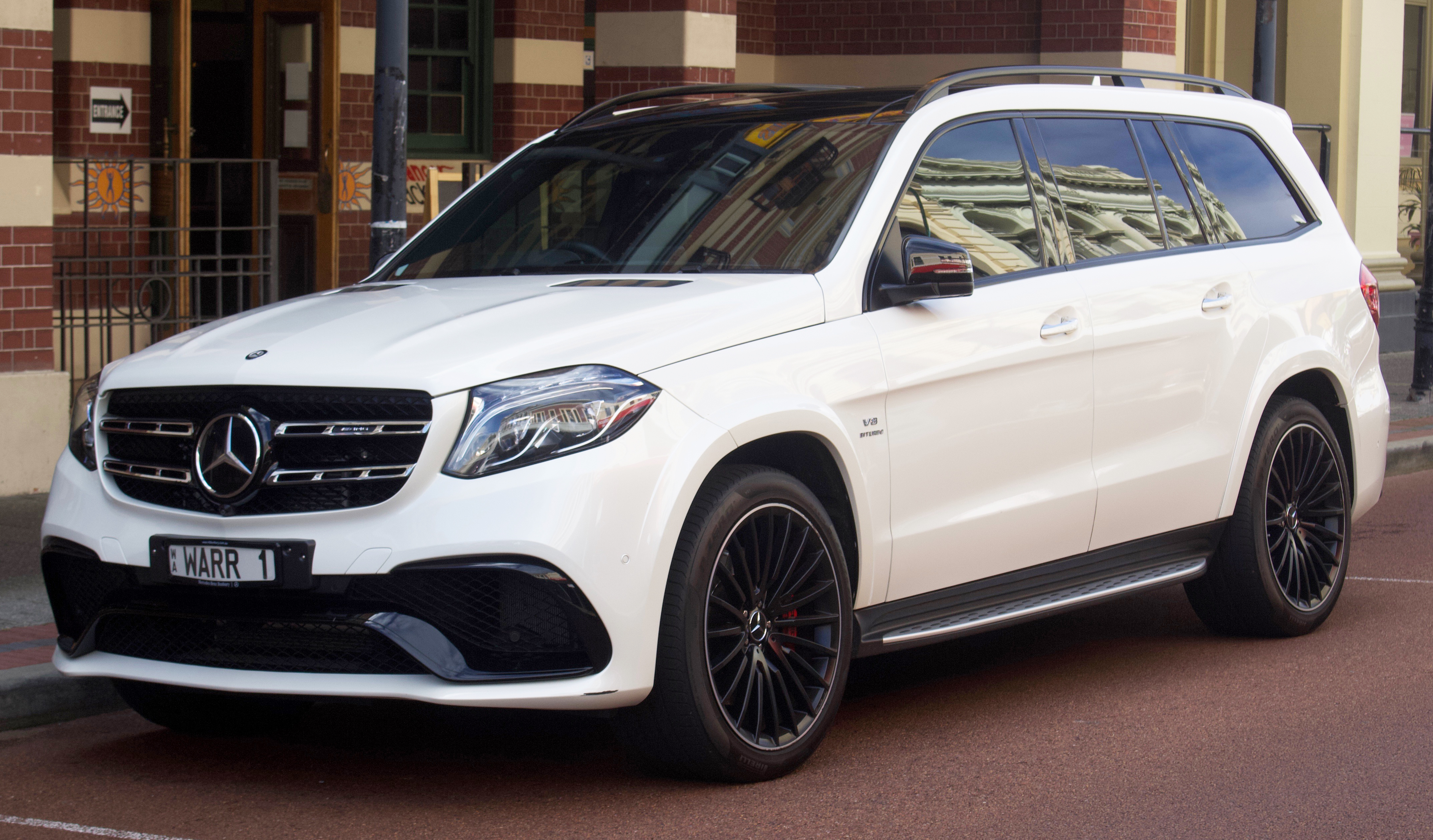
GLS 63 AMG

## 諸元

### GLクラス
| モデル              | GL 350 BlueTEC 4MATIC          | GL 550 4MATIC                  | メルセデスAMG GL 63            |
| ------------------- | ------------------------------ | ------------------------------ | ------------------------------ |
| 販売期間            | 2015年1月–2016年4月            | 2013年4月–2016年4月            | 2013年4月–2016年4月            |
| ステアリング        | 右                             | 左                             | 左                             |
| トランスミッション  | 電子制御7速AT                  | 電子制御7速AT                  | 電子制御7速AT                  |
| 駆動方式            | 4WD                            | 4WD                            | 4WD                            |
| エンジン型式        | 642                            | 278                            | 157                            |
| 種類・ シリンダー数 | DOHC V型6気筒 ディーゼルターボ | DOHC V型8気筒 ツインターボ     | DOHC V型8気筒 ツインターボ     |
| 排気量              | 2,986cc                        | 4,663cc                        | 5,461cc                        |
| 最高出力            | 190kW（258PS） 3,600rpm        | 320kW（435PS） 5,250rpm        | 410kW（557PS） 5,250-5,750rpm  |
| 最大トルク          | 620Nm (63.2kgm) 1,600–2,400rpm | 700Nm (71.4kgm) 1,800–3,500rpm | 760Nm (77.5kgm) 2,000–5,000rpm |

### GLS
| モデル              | GLS 350d 4MATIC                | GLS 350d 4MATIC Sports         | GLS 550 4MATIC Sports          | メルセデスAMG GLS 63 4MATIC    |
| ------------------- | ------------------------------ | ------------------------------ | ------------------------------ | ------------------------------ |
| 販売期間            | 2016年4月–                     | 2016年4月–                     | 2016年4月–                     | 2016年4月–                     |
| ステアリング        | 右                             | 右                             | 左                             | 左                             |
| トランスミッション  | 電子制御9速AT                  | 電子制御9速AT                  | 電子制御9速AT                  | 電子制御7速AT                  |
| 駆動方式            | 4WD                            | 4WD                            | 4WD                            | 4WD                            |
| エンジン型式        | OM642                          | OM642                          | 278                            | 157                            |
| 種類・ シリンダー数 | DOHC V型6気筒 ディーゼルターボ | DOHC V型6気筒 ディーゼルターボ | DOHC V型8気筒 ツインターボ     | DOHC V型8気筒 ツインターボ     |
| 排気量              | 2,987cc                        | 2,987cc                        | 4,663cc                        | 5,461cc                        |
| 最高出力            | 190kW（258PS） 3,400rpm        | 190kW（258PS） 3,400rpm        | 335kW（455PS） 5,250-5,500rpm  | 430kW（585PS） 5,500rpm        |
| 最大トルク          | 620Nm (63.2kgm) 1,600–2,400rpm | 620Nm (63.2kgm) 1,600–2,400rpm | 700Nm (71.4kgm) 1,800–3,500rpm | 760Nm (77.5kgm) 2,000–5,000rpm |